# NS-8000
NS-8000は、NTTと日本電気・富士通・日立製作所・沖電気・東芝・ノーテルネットワークス が共同開発した回線交換と蓄積交換との統合型ノードシステムである。新ノードシステムとも呼ばれる。

## 概要
電話網・ISDN・SDHなどの回線交換、ATMなどの蓄積交換を、アーキテクチャ統一した共通のプラットフォーム上でハードウェア・ソフトウェアを効率的に開発することを目指した。
マルチベンダ環境を効率的に実現するため、各階層の位置づけ・機能を明確にし、各階層間のインターフェースを明確に定義している。

## ハードウェア
- MHN-S〔MultimediaHandlingNode-STM (SynchronousTransferMode)〕 : 加入者収容回線交換ノード
  - SBM( SuBscriber Module) : アナログ電話回線・中低速ISDN・PHS基地局を収容・集線する加入者収容モジュール。SBM-C : ASMビル設置用。SBM-S : ASM未設置ビル用。
  - RSBM（Remote SuBscriber Module）： 遠隔加入者収容モジュール。ADMで1つの光ケーブルリングで複数のRSBMに収容されている回線を多重伝送し、SBMへ収容しているものが多い。RSBM-S ： 遠隔局用屋内設置。RSBM-F ： き線点用地上設置。RSBM-U ： 加入者主配線盤用屋内設置。
  - ASM (Architecturat STM ModuIe) : 回線交換を行う回線処理モジュール
- MHN-P (Mutimedia Handling Node-Packet) : パケット交換ノード
- MHN-F (Mutimedia Handling Node-Frame relay) : フレームリレーノード
- MHN-A (Mutimedia Handling Node-Asynchronous transfer mode) : ATM 交換ノード
- MHN-SCP (Mutimedia Handling Node-SCP) : 高機能インテリジェントネットワークービス

## ソフトウェア技術

### オブジェクト指向設計
オブジェクト指向設計とは、保有データとそれに対する手続きがカプセル化されたオブジェクトとしてモジュール化するものである。
各ノードをオブジェクトとしてモジュール化し、メッセージで疎結合な通信を行う。また、上位クラス（基底クラス）の機能を下位クラスが継承することで効率化できる。

### サービスシナリオ方式
サービスシナリオ方式は、サービスの状態遷移や固有処理をサービスシナリオと呼ぶオブジェクトとして定義するものである。
類似サービス間に継承関係をつけることで、効率的に開発する。

### タスク適用方式
タスク適用方式は、並列処理・排他制御・割り込みを、多数のサービスの信号やデータ書き込みの競合を制御して行わなければならない。
多重数が多いため、メモリ量・実行性能も重要である。

## 共通線中継交換機
共通線中継交換機（STP：Signaling Transfer Point）とは、ノードシステム間の制御信号を転送する、共通線信号網の交換機である。共通線信号網は、音声・データと独立した、通信網である。

## 歴史
- 1996年（平成8年） - 導入開始
- 2015年（平成27年） - 製造終了
- 2024年（令和6年）1月 - 運用終了